# شيفيلد هيلي (دائرة انتخابية في المملكة المتحدة)
شيفيلد هيلي (بالإنجليزية: Sheffield, Heeley)‏ هي إحدى الدوائر الانتخابية في المملكة المتحدة الممثلة في مجلس العموم في برلمان المملكة المتحدة.
عضو البرلمان الذي يمثلها حالياً هو :Meg Munn (Lab/Co-op).